# Michael Blum
Pour les articles homonymes, voir Blum.
Michael Blum est un artiste né à Jérusalem en 1966.

## Biographie
Michael Blum obtient une maîtrise en histoire à l'Université Paris-I Panthéon-Sorbonne en 1988 et poursuit des études en photographie à l'École nationale supérieure de la photographie à Arles en 1992. En 2010, il s'installe à Montréal et travaille comme professeur à l'École des arts visuels et médiatiques de l'UQAM,. Ses œuvres ont été présentées, entre autres, au Centre Georges-Pompidou, au New Museum of Contemporary Art de New York, au Musée d'art contemporain de Montréal et au Festival Transmediale de Berlin.
Son livre Oranienstraße Ausgrabungen, Eine Verschronik, paru en 2019, reconstitue une partie de son histoire familiale. Il entreprend ses recherches à partir de l'adresse de l'immeuble où vivaient ses grands-parents, déportés vers Auschwitz en 1943. Ce livre, sans images, s'appuie sur une description de l'architecture de l'immeuble, du contexte socio-économique du quartier Kreuzberg et de l'histoire sociale de Berlin. L'artiste privilégie cette approche factuelle, car elle permet une distanciation par rapport à la nostalgie et à la charge émotive qui s'imposent de manière plus prégnante dans la démarche narrative postmémorielle. En 2020, en collaboration avec le Goethe-Institut, il présente les images en lien avec le travail de recherche pour Oranienstraße Ausgrabungen, Eine Verschronik au cours de l'événement Un homme qui creuse / A Man Digging organisé au Musée du Montréal juif,.
Il travaille sur les phénomènes économiques, l'histoire et les médias.

## Œuvres
- 1980-1990 : La Chronique des Jours Meilleurs. Collection de cahiers.
- 1992 : Choses à récupérer chez Milena (à l'exception des meubles, de l'aspirateur et des rideaux, qui seront repris lors d'un déménagement ultérieur). Vidéo.
- 1992-1997 : Le Réseau (Allemagne, France, Royaume-Uni). Intervention dans l'espace urbain.
- 1994 : Km 13 131,3 (1994). Photographie.
- 1996 : De deux choses l'une (Amiens). Installation.
- 1996 : Actions Virtuelles. Sur le réseau.
- 1998 : Wandering Marxwards. Vidéo.
- 2000 : Homo Œconomicus (Amsterdam).
- 2001 : My Sneakers. Vidéo et installation.
- 2001/2002 : potlach.doc (Amsterdam).
- 2002 : Piété, propreté et ponctualité font la force d'une bonne affaire (Paris). Installation.
- 2002 : Laborinto (Turin). Intervention dans l'espace urbain.
- 2002 : 400 jaar zonder graf, dan heb je lang gezwegen (Amsterdam). Pierre tombale.
- 2004 : Upside Town (White Skin, Black Mask). Photographie.
- 2004 : Dans le quotidien régional Le Républicain lorrain, des brèves qui furent par la suite réunies en volume dans La Dernière Brève publié par Revolver-Archiv für aktuelle Kunst.
- 2005 : Old Boys and Toys. Vidéo.
- 2005 : Monument to the Birth of the 20th Century (Francfort-sur-le-Main).
- 2005 : A Tribute to Safiye Behar (9th Istanbul Biennial)[8],[9].
- 2006 : The Three Failures[10].
- 2007 : Cape Town-Stockholm (On Thembo Mjobo).
- 2007 : The Rumour. Installation dans l'espace public. Čačak, SRB.
- 2008 : Ciao Ghatoul.
- 2008 : Mein Land (Unrast Verlag, Münster).
- 2008 : Beshinuy aderet, gveret akheret/With different clothes, it's a different lady (Museum of the Jewish People - Beit Hatfutsot, Tel Aviv)
- 2008 : Exodus 2048 (Van Abbemuseum, Eindhoven, 2008; New Museum, New York, 2009)[11].
- 2009 : Charlie Marx and the Chocolate Factory. Vidéo[12].
- 2011 : Capri in Tangerang (Her Sneakers). Vidéo.
- 2012 : Faktories und Felder.
- 2013 : Cavale au Canada. Vidéo.
- 2014 : Guerre et paix. Installation et vidéo[13].
- 2014 : Notre Histoire/Our History (Galerie de l'UQAM, Montréal)[2],[14],[15],[16].
- 2015 : Palazzo Chupi (Optica, Montréal).
- 2015 : Harper dégage (Canadian Landscapes).
- 2016 : Remorial Arnhem (Sonsbeek'16, Arnhem)[17].
- 2016 : The Swap (La Biennale de Montréal). Vidéo[18].
- 2018 : L'underground à la loupe (Artexte, Montréal). Installation[19].
- 2020 : From Away, série de photographies.

## Écrits

### Chapitres de livres
- (en) Michael Blum, « The three failures: voice-over », dans Make everything new : a project on Communism, Londres/Dublin, Book Works / Project Arts Center, 2006

### Articles
- Michael Blum, « Le b.a.-ba des frontières », Espace Art actuel,‎ numéro 111, automne 2015, p. 52-61 (ISSN 1923-2551, lire en ligne)

### Livres d'artiste
- (he) Michael Blum, Beshinuy aderet, gveret akheret/With different clothes, it's a different lady, Tel Aviv, Beit Hatefutsot-The Museum of the Jewish People, 2008, 14 p.
- (fr + en + he + ar) Galit Eilat, Ciao Ghatoul, Frac des Pays de la Loire, 2009, 16 p.
- Louise Déry et Michael Blum, Notre histoire/Our History, Montréal, Galerie de l'UQAM, 2014, 156 p.
- (en) Michael Blum, Tinderbox city, great and less great fires in Glasgow, Glasgow et Montréal, Publication Studio et Éditions de l'école des arts visuels et médiatiques, 2017, 96 p. (ISBN 978-2-922392-44-9, lire en ligne)
- (de) Michael Blum, Oranienstraße Ausgrabungen, Eine Verschronik, Berlin, KLAK Verlag, 2019, 150 p. (ISBN 978-3-948156-16-9)
- (fr) Michael Blum, Domaine Lilium, Héliotrope, Montréal, 2023, 246 p.